# Pagani Zonda C12S
Pagani Zonda C12S je italský sportovní vůz, který dokáže vyvinout rychlost 320 km/h, navíc disponuje vysokou výkonností a působivým vzhledem.
Vidlicový 12válec Mercedes-Benz je umístěn uprostřed a pohání zadní kola. Tvar vozu Zonda byl inspirován úžasnými sportovními vozy řady C od Mercedes-Benz Group z 90. let. Karoserie vozu Zonda je vyrobena z uhlíkových vláken a váží pouhých 60 kg. Model C12S lze rozeznat podle dvojitého spoileru a dvou klapek na krytu motoru. Speciálně navržené kožené kufry se vejdou do nákladového prostoru mezi sedadla a prostor pro motor.
Mezi léty 2001 a 2002 kdy se vyráběla Pagani Zonda C12S s motorem 7,0 l bylo vyrobeno pouze 15 kusů.

## Technická data

### Motor a řazení
Motor:
 7.0 L AMG Mercedes-Benz
 Nepřeplňovaný benzínový
 V12 Válce svírají úhel 60 stupňů
Max. výkon:
 558 koní při 5550 ot/min
Max. točivý moment:
 750 Nm při 4100 ot/min
Max. rychlost:
 320 km/h+
0-100 km/h:
 3,7 s
1/4 Mile:
 11.3 s (211 km/h)
Palivový systém:
 Vícebodové vstřikování Bosch
Převodovka:
 6stupňová ruční 

### Podvozek a karoserie
Konstrukce:
 Podvozek a díly karoserie z uhlíkových vláken na prostorovém rámu z chrom-molybdenové oceli
 2dveřová 2sedadlová karoserie
Přední a zadní náprava:
 Nezávislé zavěšení se 2 příčnými rameny a vinutými pružinami
Brzdy:
 Brembo, vzduchem chlazené kotoučové se servo posilovačem
 355 mm vpředu, 335mm vzadu
Kola:
 OZ, hliníková, průměr 457 mm (18")
Pneumatiky:
 Michelin Pilot 255/40 18 vpředu, 345/35 18 vzadu

## Milníky
- 1988 Argentinec Horacio Pagani se zavazuje postavit super automobil na počest Juana Manuela Fangia.
- 1999 První Pagani Zonda C12 je uveden na Ženevském autosalonu.
- 2000 Model Zonda C12S poskytuje větší výkon díky vidlicovému 12válcovému motoru AMG.
- 2003 Pagani oznamuje, že v Ženevě bude představen kabriolet C12.